# Pasadena (Kalifornia)
Pasadena város az USA Kalifornia államában. Lakosainak száma 138 699 fő (2020. április 1.). 
Pasadena a kilencedik legnagyobb város Los Angeles agglomerációjában.
1886. június 19-én egyike volt az első városoknak, mely egyesült a mai formájában ismert Los Angelesszel (1850).
A környék egyik kulturális központja.
Itt található a világ egyik legjelentősebb egyeteme, a California Institute of Technology.
A városban játszódik az Agymenők vígjátéksorozat.

## Oktatás
- University of the People

## Sport
Itt található a több mint 90 000 férőhelyes Rose Bowl stadion.